# Karate Kid III - La sfida finale
Karate Kid III - La sfida finale (The Karate Kid - Part III) è un film del 1989, diretto da John G. Avildsen.
La pellicola, sequel di Karate Kid II - La storia continua..., è il terzo film del franchise di Karate Kid.

## Trama
La storia inizia circa un anno dopo la fine del primo film; mentre Daniel e Miyagi sono impegnati negli eventi del secondo film, l'azione si concentra su un breve riassunto della vita di John Kreese nei mesi successivi al torneo. Rimasto senza studenti, il dojo Cobra Kai va rapidamente in rovina e lui viene radiato da tutte le federazioni di arti marziali per il mancato pagamento delle quote di iscrizione, oltre che per i gravi fatti di violenza di cui si è reso responsabile. La situazione scoraggia Kreese che dopo nove mesi di inutile ostinazione decide di chiudere il dojo e di lasciare la città per cercare di ricominciare da capo.
Prima di andare via si reca dal suo amico Terrance Silver, detto Terry, un ex-commilitone a cui John aveva salvato più volte la vita in Vietnam, anch'egli grande appassionato di arti marziali. Silver è un miliardario arricchitosi con metodi al limite della legge ed è il proprietario dello stabile in cui Kreese allenava; John intende restituire le chiavi dello stabile e si offre di pagare tutto l'affitto arretrato (Silver gli consentiva l'uso gratuito) non appena avrà messo da parte un po' di soldi. Terry convince John ad andare in vacanza a Tahiti mentre lui si occuperà della pesante situazione finanziaria e personale di John con l'intento di sistemare tutto. Ripianare la parte economica non è un problema per Silver; ben più arduo è invece escogitare un piano per farla pagare ai due uomini che hanno rovinato la vita del suo migliore amico.
Proprio mentre John Kreese sta partendo per Tahiti si vedono i protagonisti che tornano da Okinawa. Daniel dovrebbe cominciare l'università ma alla fine, contro il parere di Miyagi, investe il denaro del suo fondo universitario per affittare un locale in cui avviare un'attività di vendita di Bonsai. Daniel conosce anche Jessica, una tornitrice di vasi con cui inizia una profonda amicizia (dopo che la sua ex-ragazza Kumiko ha avuto una borsa di studio per una scuola di danza di Tokyo ponendo fine alla sua relazione per farle realizzare il suo sogno). Daniel spera di instaurarci una relazione, ma Jessica gli rivela di voler dare un'altra possibilità al suo ex ragazzo.
Silver nel frattempo si concentra sulla vendetta e assolda Mike Barnes, un karateka molto abile ma estremamente violento, a cui promette ingenti somme se riuscirà a battere Daniel LaRusso nel torneo in cui l'anno prima egli aveva umiliato il suo grande amico sconfiggendo Johnny Lawrence. Barnes accetta la proposta negoziando i termini economici e ottenendo un aumento del compenso: Silver è colpito dalla durezza e della determinazione del ragazzo e si convince di aver fatto la scelta giusta.
Una sera Silver si introduce nella casa di Miyagi per frugare tra le loro cose e cercare di carpire informazioni e segreti utili per comprendere la loro personalità e conquistare la loro fiducia. Mentre Terry trova i cimeli del passato di Miyagi nella seconda guerra mondiale, sopraggiungono i due e Silver è costretto a nascondersi nella cappa del camino.
Daniel, entusiasta, comunica al maestro di aver ricevuto la lettera di iscrizione per il nuovo torneo con formula rinnovata che consente al campione in carica di qualificarsi direttamente per la finale; ma i due entrano in conflitto perché Miyagi ricorda a Daniel che gli ha insegnato il Karate per difendersi e non per partecipare ai tornei e che lui non lo assisterà stavolta se dovesse prendere parte alla competizione. Dopo un breve dissapore Daniel dà ragione al maestro, capendo che il Karate per lui non significa difendere un trofeo ma ha un significato ben più profondo e brucia la domanda di partecipazione nel caminetto della casa. Terry Silver ascolta tutta la conversazione e in seguito scappa dall'abitazione.
Miyagi e Daniel sono impegnati con il negozio che stenta ad ingranare, tuttavia non mancano mai di allenarsi puntualmente nelle arti marziali. Proprio durante una seduta di allenamento ricevono la visita di Terry Silver, che si presenta come un ex-compagno d'armi e di allenamento di Kreese incaricato di portare a Miyagi e Daniel le scuse del loro maestro di Karate per il comportamento disonorevole di John nei loro confronti. Approfittando delle informazioni apprese, conquista la fiducia dei due raccontando che in più occasioni John gli ha salvato la vita in guerra e non si spiega i motivi di un tale cambiamento nel suo carattere. Per completare la sceneggiata e approfittando dell'assenza di Kreese (in quel momento a Tahiti) Terry Silver riferisce anche la falsa notizia della morte di John Kreese, che ottiene l'effetto sperato di impietosire Daniel e Miyagi e aumentare la fiducia e l'empatia che provano per Terry Silver, che loro considerano il loro nuovo amico e che in seguito rivedranno in alcune occasioni.
Terry tuttavia deve convincere Daniel a prendere parte al torneo e manda Mike Barnes per minacciarlo e costringerlo a partecipare, durante lo scontro tra i due è lo stesso Terry ad intervenire ed a scacciare Barnes che, seguendo un piano premeditato, si allontana con la coda tra le gambe. Terry ne approfitta per insegnare una tecnica di combattimento a Daniel ed invitarlo ad allenarsi all'ex dojo Cobra Kai, da lui riaperto e ristrutturato. Nei giorni successivi Daniel e Jessica vengono tormentati da Barnes e dalla sua cricca, che cercano di estorcergli la firma per la partecipazione al torneo; Daniel resiste e assiste impotente alla distruzione del negozio e al furto dei Bonsai fino a quando, durante un'escursione in fondo ad un canyon, egli viene ricattato ed è costretto a firmare la domanda di partecipazione. Barnes lo mette in guardia ordinandogli di non ritirarsi all'ultimo momento e che se ciò dovesse accadere lui farebbe una strage; Daniel capisce di avere a che fare con una persona instabile e si rende conto che la cosa migliore è partecipare al torneo. Sorprendentemente quando comunica al maestro la sua triste avventura scopre che egli non accetta comunque di allenarlo. Daniel quindi comincia ad allenarsi da solo, ma si rende conto di non essere in grado di curare la propria preparazione. A quel punto Daniel accetta l'offerta fatta da Silver e si sottopone agli allenamenti di Terry, che gli infliggono pesanti sofferenze fisiche e mentali e che lo rendono sempre più violento; gli allenamenti con Silver inoltre minano seriamente il rapporto di Daniel con il maestro Miyagi il quale, compresa la situazione, cerca di aiutarlo venendo però costantemente respinto.
Il piano di Silver sembra procedere nel migliore dei modi, finché Daniel e Miyagi iniziano a riappacificarsi, dopo uno spiacevole scontro che il ragazzo ha in discoteca con uno scapestrato, sempre pagato dal mellifluo Terry. Daniel si rende conto che gli allenamenti di Silver sono sbagliati e vuole porvi subito fine andando a trovarlo nella palestra. Qui Terry Silver rivela la sua natura di doppiogiochista ed insieme a Mike Barnes e John Kreese (che Daniel scopre essere vivo e rigenerato dalla vacanza a Tahiti) iniziano un pestaggio. Daniel viene salvato dall'intervento di Miyagi, che compresa la situazione aiuta Daniel a prepararsi per il torneo.
Per la finale, Terry ha progettato un piano particolarmente astuto: Mike dovrà colpire Daniel conquistando punti per poi farseli togliere di proposito colpendo scorrettamente. Così facendo Mike infliggerà dolore a Daniel e nello stesso tempo manterrà la parità rendendo necessari i tempi supplementari; nei prolungamenti vince il primo che conquista un punto. Arriva il giorno della finale e Mike sembra essere in vantaggio. Ai supplementari però Daniel ritrova se stesso e riesce a colpire Mike conquistando quel punto che gli consente di mantenere il torneo e impedire a Terry di vedere il suo piano realizzato.
Terry Silver e John Kreese sono costretti a issare bandiera bianca incassando momentaneamente la sconfitta, mentre Daniel e Miyagi festeggiano la vittoria e l'amicizia ritrovata.

## Riprese
Fra le principali location si possono ricordare:
- il negozio di bonsai al 135 North Avenue 50 di Los Angeles;
- il negozio di Jessica al 130 North Avenue 50 di Los Angeles;
- il Bacino del diavolo lungo la Pacific Coast Highway di Elk;
- l'ex dojo Cobra Kai al 5225 Lankershim Boulevard di North Hollywood;
- la discoteca al 1816 Oak Street di Los Angeles.

## Curiosità
- La tecnica del goju ryu, che il maestro Miyagi insegna a Daniel in questo sequel, è un Kata (forma) e nello specifico il suo nome è Seiunchin (o Seienchin).
- Thomas Ian Griffith, che nel film interpreta Terry Silver (un uomo adulto tra i trenta e i quaranta anni, ex-commilitone di John Kreese in Vietnam), è curiosamente più giovane di 4 mesi rispetto a Ralph Macchio, l'attore che interpreta la parte del ragazzo diciottenne Daniel.